# 内斯特河畔圣洛朗
內斯特河畔圣洛朗（法語：Saint-Laurent-de-Neste，法語發音：[sɛ̃ loʁɑ̃ də nɛst]），或纯音译作圣洛朗德内斯特，是法国上比利牛斯省的一个市镇，位于该省东部，属于巴涅尔德比戈尔区。

## 地理
内斯特河畔圣洛朗（43°4'39"N, 0°28'55"E）面积10.41 平方千米，位于法国奧克西塔尼大區上比利牛斯省，该省份为法国西南部内陆省份，北至热尔省，西接大西洋比利牛斯省，南与西班牙接壤，东临上加龙省。
与内斯特河畔圣洛朗接壤的市镇（或旧市镇、城区）包括：莱屈桑新城、屈居龙、阿内尔、蒙泰居、内斯捷、圣保罗、蒂扎盖、康塔乌斯。

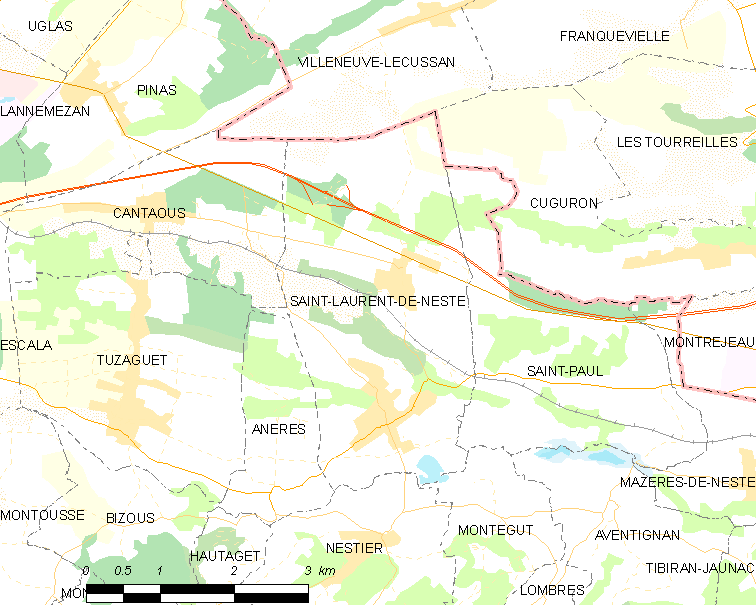
内斯特河畔圣洛朗的OSM定位图

内斯特河畔圣洛朗的时区为UTC+01:00、UTC+02:00（夏令时）。

## 行政
内斯特河畔圣洛朗的邮政编码为65150，INSEE市镇编码为65389。

## 政治
内斯特河畔圣洛朗所属的省级选区为巴鲁斯谷县。

## 人口

1962-2008年间内斯特河畔圣洛朗人口变化图示

内斯特河畔圣洛朗于2022年1月1日时的人口数量为960人。